# Петровський Давид Олександрович
Давид Олександрович Петровський (при народженні  Давид Фроімовіч Липец , також відомий як  Макс Голдфарб ,  Беннет ,  Гумбольд ,  Браун , Бердичів, Київська губернія, Російська Імперія — 10 вересня 1937, Москва, Радянський Союз ) — радянський державний діяч, журналіст, політолог, вчений-економіст.
Член ЦК Бунда, член ЦК Єврейської соціалістичної федерації, член Української Центральної ради та Малої ради, кандидат в члени Президії Виконкому Комінтерна, член Президії Вищої ради народного господарства Радянського Союзу, член колегії Народного комісаріату важкої промисловості СРСР, начальник Головного управління військово-навчальних закладів, начальник Головного управління вищих і середніх технічних навчальних закладів.

## Біографія

### Дитинство і юність
Народився в родині власника суконного магазину, купця другої гільдії Ефроіма (Фроїм) Овшіевіча Ліпеца. Після смерті батька в 1901 році магазин був розділений на дві філії, які перебували в будинках Боярського і Кобилянського на Соборній площі — паперовою філією керував Хаїм Фроімовіч Липец, мануфактурною — Мойше Фроімовіч Липец. Навчався в єврейській школі, а вдома проходив з учителями курс класичної гімназії. Був головою літературно-театрального товариства Бердичева. Рано захопився революційною діяльністю, відвідував заняття марксистського гуртка. У 1902 році вступив в Бунд. У жовтні 1903 переїхав до Парижа і поступив в Російську вищу школу суспільних наук, де познайомився з багатьма відомими революціонерами: Леніним В. І., Троцьким Л. Д., Луначарським А.В. У той же час став функціонером закордонної організації Бунда, брав участь в організації єврейської секції профспілки кравців у Франції.

### Початок революційної діяльності
У 1905 році, в зв'язку з початком Першої російської революції, повернувся в Росію. Вів агітаційну діяльність серед робітників Двінська, Білостока, Гомеля, був одним з керівників страйку на Либаво-Роменської залізниці. У 1906 році брав участь в загальнопартійної конференції Бунда в Києві, куди вперше приїхав під псевдонімом Макс Голдфарб, був обраний її головою. Слідом за цим був заарештований і три місяці провів у в'язниці. Знову покинув Росію, брав участь в V з'їзді РСДРП в якості делегата Бунда. Оволодівши французькою мовою, надійшов в Брюссельський вільний університет. Виступав з лекціями в Бельгії і Франції. У 1910 році отримав ступінь доктора економічних наук (його науковим керівником був Еміль Вандервельде — майбутній Міністр закордонних справ Бельгії.
Знову повернувшись до Росії, продовжував революційну діяльність. В кінці 1912 року в Одесі був заарештований і засуджений до заслання, яка була замінена висилкою з Росії.

### В Сполучених Штатах Америки
У 1913 році за угодою між ЦК Бунда і Єврейської соціалістичної федерацією прибув в Нью-Йорк під псевдонімом Макс Голдфарб для ведення агітаційної діяльності серед робітників-євреїв і збору коштів для Бунда. Став членом ЦК Єврейської соціалістичної федерації, членом Соціалістичної партії Америки, брав участь в роботі з'їзду останньої в Сен-Луї. В ході Першої світової війни став виконавчим секретарем, а потім редактором у справах робітничого руху щоденної єврейської газети Форверст. 

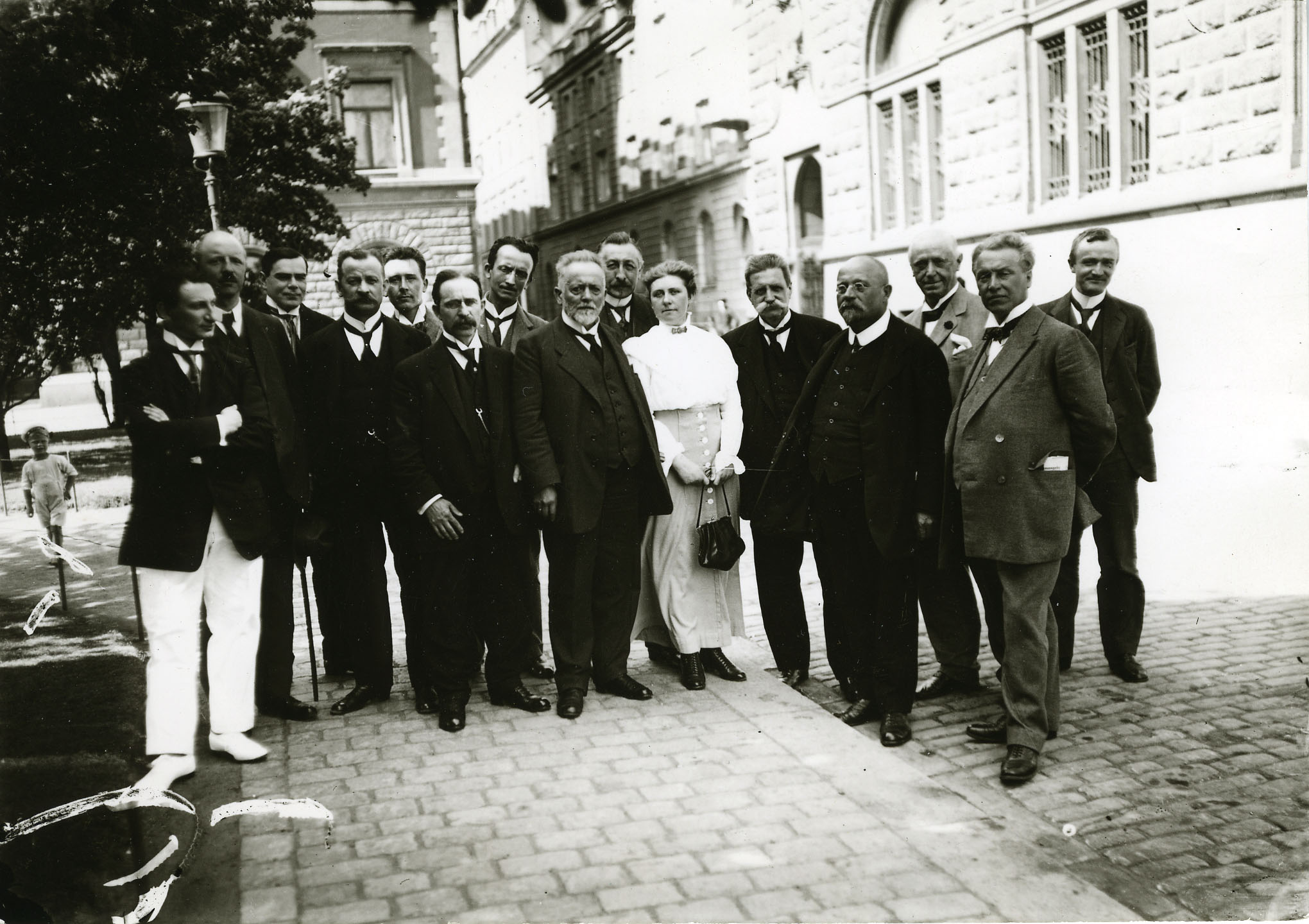
Міжнародний Соціалістичний Конгрес, Стокгольм, 1917 рік. Петровський Д. О. — перший праворуч.

У 1917 році брав участь в Міжнародному Соціалістичному Конгресі в Стокгольмі, після чого, в зв'язку з закінченням Лютневої революції, повернувся в Росію як Давид Липец.

### На Україні
Був активно залучений в політичне життя Росії і України: друкувався в бундовских журналах, балотувався в Всеросійських установчих зборах, був обраний членом Української Центральної ради та Малої ради.
Був обраний міським головою і головою єврейської громади Бердичіва (міста з найбільшим відсотків єврейського населення в Російської імперії). У січні 1919 року Директорія Української Народної Республіки послала в місто Червоний курінь смерті, щоб придушити виступи більшовиків, проте це переросло в єврейський погром, який ледь не закінчився смертями близьких Петровського. Згодом він зумів запобігти ще один погром, чим врятував безліч життів. Був гірко розчарований політикою уряду Української Народної Республіки, який заохочував єврейські погроми.

### В Робітничо-селянської Червоної Армії
У квітні 1919 року переїхав до Києва, де зустрівся з Фрунзе М. В., після чого вступив до лав Червоної Армії, читав лекції в інструкторської школі Червоної Армії. Наприкінці 1919 року вступив в РКП (б). Побудував кар'єру в Головному управлінні військово-навчальних закладів. Працював в якості завідувача бюро лекторів (осінь 1919 року), начальника політвідділу (осінь 1919 року — весна 1920 року) і начальника всього Управління (весна 1920 року — весна 1924 роки).
Давид Липец став Давидом Олександровичем Петровським або, як його іменували в пресі, генералом Петровським. У найкоротші терміни військово-навчальні заклади Російської імперії, зруйновані революцією і громадянською війною, були відновлені і почали готувати молоду зміну в військових академіях, інститутах, училищах і на військових курсах. Ідея Петровського про створення військових училищ для хлопчиків шкільного віку (радянських кадетських корпусів) зустріла опір як буржуазний забобон. Однак двадцять років по тому все ж були відкриті Суворовські військові училища і Нахімовського військово-морського училища. Точка зору Петровського з проблем єдиної військової доктрини викликала гостру полеміку між ним і Фрунзе М. В.

### В Комінтерні
У 1924 році Петровський був направлений в Комінтерн для роботи представником в Комуністичній партії США, Комуністичній партії Великої Британії (1920), Французької комуністичної партії. У США і Великій Британії працював під псевдонімом Беннет, очолював Британсько-Американський Лендер-секретаріат. У Франції працював під псевдонімом Гумбольд. У лютому 1928 року був обраний кандидатом в члени Президії Виконкому Комінтерну.

### У Вищій раді народного господарства
У 1929 році був переведений у Вищу раду народного господарства Радянського Союзу, обраний членом Президії і членом колегії Народного комісаріату важкої промисловості СРСР, призначений начальником Головного управління вищих і середніх технічних навчальних закладів (ГЛАВВТУЗ). У зв'язку з індустріалізація в СРСР в період з 1930 по 1935 рік було потрібно підготувати близько 435000 інженерно-технічних фахівців, в той час як в 1929 році їх число становило 66000. Для цього на базі великих вузів були створені галузеві інститути. Наприклад, на базі Московської гірничої академії — Московський гірничий інститут, Московський інститут чорної металургії, Московський інститут кольорових металів і золота, Московський торф'яної інститут, Московський нафтовий інститут і Російський державний геологорозвідувальний університет. На базі Московського державного технічного університету імені Н. Е. Баумана — Московське механіко-машинобудівне училище, Московське аеромеханічне училище, Московське енергетичне училище, Московське інженерно-будівельне училище і Московське хіміко-технологічне.

### Невдала втеча
Усвідомлюючи небезпеку, що виникла в Радянському Союзі після вбивства Сергія Кірова в 1934 році, яке стало каталізатором великого сталінського терору, Петровський зробив спробу емігрувати. Влітку 1936 року оформив відрядження в США, для вивчення зарубіжного досвіду організації вищих технічних навчальних закладів. Вона була схвалена головою Вищої ради народного господарства і наркомом важкої промисловості Орджонікідзе С. У той же час дружина Петровського, піддана Великої Британії Роза Коен, збиралася виїхати в Лондон з їхнім сином Олексієм, до родичів, але не отримала дозволу на вивезення дитини. В результаті Коен виїхала одна і незабаром повернулася. Її сестра писала, що «Роза нещаслива, і якби не Альоша, то вона не повернулася б».

### Арешт, розстріл і реабілітація
У березні 1937 року, через місяць після загибелі Орджонікідзе, Петровський був арештований і звинувачений в контрреволюційній діяльності. Розстріляний 10 вересня 1937 року. У серпні 1937 року була арештована його дружина. Розстріляна 28 листопада 1937 року. Їх семирічний син був поміщений в дитячий будинок як «син ворогів народу».
25 січня 1958 Військовою колегією Верховного суду Радянського Союзу вирок від 10 вересня 1937 був скасований, всі звинувачення проти Петровського були зняті і справа була припинена за відсутністю складу злочину. Петровський був посмертно реабілітований.

## Сім'я
- Дружина — комуністка Коен Роза Морісовна, завідуюча іноземним відділом газети «Московские новости (Москоу Дейлі Ньюс)». Заарештована в 1937 році. Розстріляна 28 листопада 1937 року. Реабілітована в 1956 році.
  - Син — доктор геолого-мінералогічних наук Петровський Олексій Давидович. Після розстрілу батьків три роки провів у дитячому будинку. У 1940 році був усиновлений двоюрідною сестрою Петровського Ревеккой Мойсеївною Бєлкіною, лікарем і майором медичної служби. На момент усиновлення вона перебувала зі своєю сім'єю в Тобольську, в політичній посиланням по 58-й статті.
    - Онук — кандидат фізико-математичних наук Михайло Олексійович Петровський.
- Сестра — виконуюча обов'язки Генеральний прокурор Російської Федерації Нюріна Фанні Юхимівна.
- Племінники — генерал-майор інтендантської служби Липец Ефраїм Хаймович, інженер Ниточкін Олександр Юхимович, письменник Шаров Олександр Ізраїлевич.